# Dipturus laevis

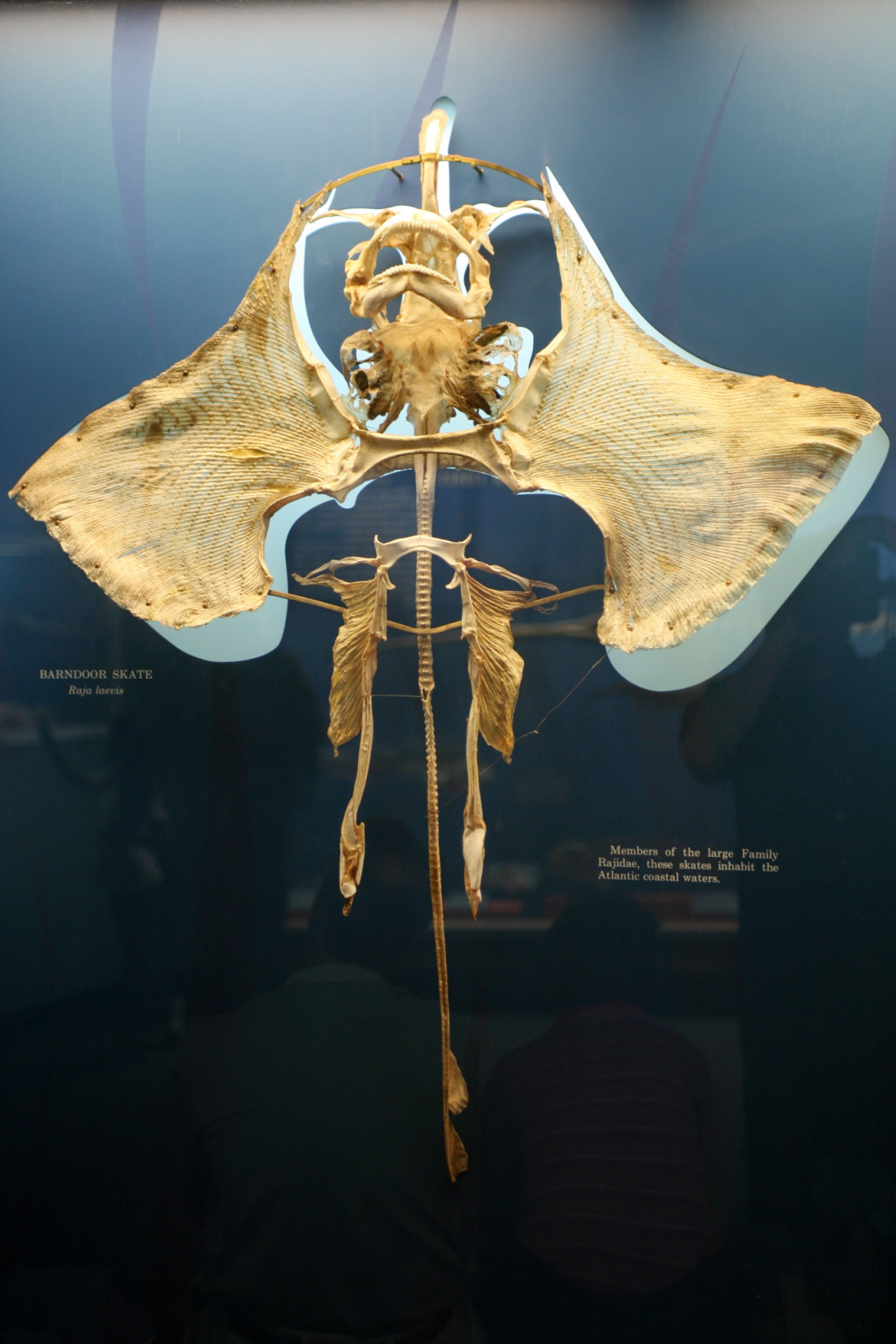
Esquelet

Dipturus laevis és una espècie de peix de la família dels raids i de l'ordre dels raïformes.

## Morfologia
- Els mascles poden assolir 152 cm de longitud total i 18 kg de pes.[2]

## Reproducció
És ovípar i les femelles ponen càpsules d'ous, les quals presenten com unes banyes a la closca.

## Alimentació
Menja mol·luscs bivalves, calamars, crancs, llagostes, gambes, cucs i peixos.

## Hàbitat
És un peix marí, de clima temperat i demersal que viu entre 0–750 m de fondària.

## Distribució geogràfica
Es troba a l'oceà Atlàntic occidental: des del sud del Golf de Sant Llorenç (el Canadà) fins a Carolina del Nord (els Estats Units).

## Costums
És bentònic.

## Observacions
És inofensiu per als humans.